# قواعد عامه قیاس اقترانی
قیاس اقترانی (به عربی: القیاس الاقترانی) اعم از آنکه حملی باشد یا شرطی دارای قواعدی عام و اساسی است که رعایت آنها جهت منتج بودن قیاس ضروری می‌باشد.

## تکرار حد وسط
اولین قاعده این است که حد وسط از حیث معنا و لفظ در صغری و کبری باید تکرار شود، زیرا در صورت عدم تکرار آن، بین طرفین قیاس (اصغر و اکبر) ارتباطی حاصل نمی‌شود.

## موجبه بودن یکی از دو مقدمه
دومین قاعده این است که یکی از دو مقدمه قیاس باید موجبه باشد، زیرا اگر هر دو مقدمه سالبه باشند، حد وسط در صغری با اصغر و در کبری با اکبر متنافی است و در این صورت مشخص نمی‌شود که از تنافی یک شیء واحد (حدوسط) با دو شی (اصغر و اکبر)، تنافی آن دو شیء را نتیجه بگیریم تا نتیجه سالبه شود یا تلاقی آن دو شیء را نتیجه بگیریم تا نتیجه موجبه شود.

## کلی بودن یکی از دو مقدمه
سومین قاعده این است که یکی از دو مقدمه قیاس حتماً باید کلی باشد، زیرا جزئی بودن دو مقدمه اجمالاً فقط به تلاقی اصغر و اکبر دلالت دارد و مشخص نمی‌کند که آیا آن بعضی از حد وسط که در صغری با اصغر تلاقی کرده‌است آیا همان بعضی است که با حد وسط در کبری تلاقی کرده‌است یا نه؛ لذا معلوم نمی‌شود که آیا اصغر و اکبر در نتیجه با یکدیگر ملاقت می‌کنند یا نمی‌کنند.

## نتیجه باید تابع اخس دو مقدمه باشد
چهارمین قاعده این است که نتیجه باید تابع پایین‌ترین و پست‌ترین مقدمه باشد، لذا اگر یکی از دو مقدمه جزئی بود نتیجه قطعاً جزئی است و اگر یکی از دو مقدمه سالبه بود نتیجه قطعاً سالبه است، زیرا جزئی از کلی و سالبه از موجبه پایین‌تر و پست‌تر می‌باشد. علت این شرط نیز واضح است، زیرا نتیجه متفرع و حاصل از دو مقدمه در کنار هم است لذا نمی‌تواند از دو مقدمه برتر و بالاتر باشد.

## اگر صغری سالبه بود کبری نباید جزییه باشد
پنجمین قاعده این است که در صورت سالبه بودن صغری کبری نباید جزییه باشد، علت این شرط این است که در صورت جزئی بودن کبری، نخواهیم دانست اصغر و اکبر با هم تلاقی می‌کنند یا تنافی؛ در حالیکه علم منطق جایگاه قوانین کلی و دائم الثبوت است.